# 1951 no cinema

## Eventos
- Março - Criação da revista Cahiers du Cinéma

## Principais filmes estreados
- Ace in the Hole, de Billy Wilder, com Kirk Douglas
- Alice in Wonderland, filme de animação da Walt Disney Productions
- Along the Great Divide, de Raoul Walsh, com Kirk Douglas, Virginia Mayo e Walter Brennan
- An American in Paris, de Vincente Minnelli, com Gene Kelly e Leslie Caron
- Another Man's Poison, de Irving Rapper, com Bette Davis
- L'auberge rouge, de Claude Autant-Lara, com Fernandel
- Bakushû, de Yasujiro Ozu
- Bellissima, de Luchino Visconti, com Anna Magnani
- Bright Victory, de Mark Robson, com Arthur Kennedy
- The Browning Version, de Anthony Asquith, com Michael Redgrave
- Captain Horatio Hornblower R.N., de Raoul Walsh, com Gregory Peck, Virginia Mayo e Christopher Lee
- The Day the Earth Stood Still, de Robert Wise, com Patricia Neal
- Death of a Salesman, de Laslo Benedek, com Fredric March
- The Desert Fox: The Story of Rommel, de Henry Hathaway, com James Mason e Jessica Tandy
- Detective Story, de William Wyler, com Kirk Douglas e Eleanor Parker
- Father's Little Dividend, de Vincente Minnelli, com Spencer Tracy, Joan Bennett e Elizabeth Taylor
- Le fleuve / * The River, de Jean Renoir
- Flying Leathernecks, de Nicholas Ray, com John Wayne e Robert Ryan
- Fröken Julie, de Alf Sjöberg, com Anita Björk e Max von Sydow
- Guardie e ladri, de Mario Monicelli e Steno, com Totò
- Hakuchi, de Akira Kurosawa, com Toshirô Mifune
- La hija del engaño, de Luis Buñuel, com Fernando Soler
- Journal d'un curé de campagne, de Robert Bresson
- The Man in the White Suit, de Alexander Mackendrick, com Alec Guinness
- Meshi, de Mikio Naruse
- Miracolo a Milano, de Vittorio De Sica, com Paolo Stoppa
- Musashino fujin, de Kenji Mizoguchi
- No Highway, de Henry Koster, com James Stewart e Marlene Dietrich
- Oyû-sama, de Kenji Mizoguchi
- Pandora and the Flying Dutchman, de Albert Lewin, com James Mason e Ava Gardner
- People Will Talk, de Joseph L. Mankiewicz, com Cary Grant e Hume Cronyn
- A Place in the Sun, de George Stevens, com Montgomery Clift, Elizabeth Taylor e Shelley Winters
- La poison, de Sacha Guitry, com Michel Simon
- Quo Vadis, de Mervyn LeRoy, com Robert Taylor, Deborah Kerr e Peter Ustinov
- The Red Badge of Courage, de John Huston
- Royal Wedding, de Stanley Donen, com Fred Astaire, Jane Powell e Peter Lawford
- Sommarlek, de Ingmar Bergman
- The Steel Helmet, de Samuel Fuller
- Strangers on a Train, de Alfred Hitchcock, com Farley Granger
- A Streetcar Named Desire, de Elia Kazan, com Vivien Leigh, Marlon Brando, Kim Hunter e Karl Malden
- Susana, de Luis Buñuel, com Fernando Soler
- The Tales of Hoffmann, de Michael Powell e Emeric Pressburger
- The Thing from Another World, de Christian Nyby

## Nascimentos
| Data            | Nome                | Profissão               | Nacionalidade  | Observações | Ref |
| --------------- | ------------------- | ----------------------- | -------------- | ----------- | --- |
| 8 de janeiro    | John McTiernan      | cineasta                | Estados Unidos |             |     |
| 12 de janeiro   | Kirstie Alley       | atriz                   | Estados Unidos |             |     |
| 29 de janeiro   | Vítor Norte         | ator                    | Portugal       |             |     |
| 11 de fevereiro | Tereza Trautman     | cineasta                | Brasil         |             |     |
| 15 de fevereiro | Jane Seymour        | atriz                   | Reino Unido    |             |     |
| 6 de março      | Natália do Valle    | atriz                   | Brasil         |             |     |
| 17 de março     | Sydne Rome          | atriz                   | Estados Unidos |             |     |
| 17 de março     | Kurt Russell        | ator                    | Estados Unidos |             |     |
| 9 de abril      | Sérgio Rezende      | cineasta                | Brasil         |             |     |
| 17 de abril     | Olivia Hussey       | atriz                   | Argentina      |             |     |
| 23 de abril     | Gaston Kaboré       | cineasta                | Burquina Fasso |             |     |
| 20 de abril     | Veronica Cartwright | atriz                   | Reino Unido    |             |     |
| 6 de julho      | Geoffrey Rush       | ator                    | Austrália      |             |     |
| 8 de julho      | Anjelica Huston     | atriz                   | Estados Unidos |             |     |
| 19 de julho     | Abel Ferrara        | cineasta                | Estados Unidos |             |     |
| 21 de julho     | Robin Williams      | ator                    | Estados Unidos |             |     |
| 8 de agosto     | Martin Brest        | cineasta                | Estados Unidos |             |     |
| 12 de setembro  | Joe Pantoliano      | ator                    | Estados Unidos |             |     |
| 5 de outubro    | Karen Allen         | actriz                  | Estados Unidos |             |     |
| 9 de novembro   | Fernando Meirelles  | cineasta                | Brasil         |             |     |
| 14 de novembro  | Zhang Yimou         | cineasta                | China          |             |     |
| 15 de novembro  | Beverly D'Angelo    | atriz                   | Estados Unidos |             |     |
| 27 de novembro  | Kathryn Bigelow     | cineasta                | Estados Unidos |             |     |
| 27 de novembro  | Vera Fischer        | atriz                   | Brasil         |             |     |
| 1 de dezembro   | Obba Babatundé      | ator                    | Estados Unidos |             |     |
| 1 de dezembro   | Treat Williams      | ator                    | Estados Unidos |             |     |
| 28 de dezembro  | José Pedro Gomes    | ator, autor e encenador | Portugal       |             |     |
| 31 de dezembro  | Barbara Carrera     | atriz                   | Nicarágua      |             |     |

## Mortes
| Data        | Nome            | Profissão                         | Nacionalidade  | Observações | Ref |
| ----------- | --------------- | --------------------------------- | -------------- | ----------- | --- |
| 23 de julho | Robert Flaherty | cineasta, produtor e argumentista | Estados Unidos | n. 1884     |     |